# Thecophora haitiensis
Thecophora haitiensis är en tvåvingeart som först beskrevs av Michael J. Parsons 1940.  Thecophora haitiensis ingår i släktet Thecophora och familjen stekelflugor.
Artens utbredningsområde är Haiti. Inga underarter finns listade i Catalogue of Life.